# Maheo
Maheo (Maheu), Maheo je kod Indijanaca Cheyenne ime za Stvoritelja (Boga). Na engleskom se često naziva Great Medicine, Great One ili Great Spirit; Maxemaheo i Maxematasooma duža su čejenska imena koja doslovno znače "Veliki Bog" i "Veliki Duh". Maheo je božanski duh bez ljudskog oblika ili atributa i rijetko se personificira u folkloru Cheyenna. U nekim mitovima, Maheo se naziva Heammawihio, što znači "Pauk iznad". Ovo bi mogao biti naziv posuđen od njima srodnog plemena Arapaho, koji su Stvoritelja nazivali na ovaj način kako bi ga razlikovali od zemaljske figure Pauka. Maheo je daleko češće ime.

## Ostasli nazivi:
Great Spirit, Great Medicine, Sky Chief, Master of Life, Heammawihio, Heamaveeho, Heammawehio, Maxemaheo, Maxematasooma, Ma:manstomanehe.